# 池之浦海岸站
池之浦海岸站（日语：／ Ikenoura-seaside eki */?）是位於三重縣伊勢市二見町松下，東海旅客鐵道（JR東海）的參宮線車站（臨時車站）。
在此站還未暫停營業前，只於毎年夏天部分時間營業。在2018年（平成30年）起暫停營業。在2016年（平成28年）營業日數為4日，共有16班（8往返班次）班次停靠。此站是為了方便海灘客而設，站前為泥灘。由於最近的海灘「池之浦海濱公園」距離此站15分鐘步程，因此此站的使用者多為鐵道迷。在2020年3月14日時間表修正起，此站正式廢止。

## 歷史
1989年（平成元年）7月，為了吸引乘客前往池之浦海灘，在當地的二見町和池之浦観光協會要求下開設此站。因此JR東海設置了JR東海第二座新的臨時車站（第一座為名古屋球場正門前站）。當時，池之浦海灘的使用人次為4萬人，而東海旅客鐵道預計有1萬人使用此站。在車站啟用第1年，車站只於1989年（平成元年）7月16日至8月31日之間（共47日）營業，從名古屋設有臨時快速列車前往此站，當時每天設有33班列車停靠。
在1990年（平成2年），營業日數增至95日。除了普通列車外，快速「三重」也停靠此站。方便了海灘和挖蛤客前往。在1995年（平成7年）的營業日數縮短至30日，每日停靠的班次上下行線各有9班。但是由於增加了其他海灘的競爭，以及周邊的保養所減少，使此站的使用人次減少。在2002年（平成14年），幾乎沒有海灘乘客使用此站。當時一年車站營業日數大約10日左右。
在減少營業日數和減少停靠班次中，二見町要求下希望繼續保留車站。相反，二見町希望把車站變為一般車站，不再成為臨時車站。後來經過市町村合併後，二見町合併至伊勢市後，再沒有提及此站。伊勢市二見綜合支所的負責人在朝日新聞評論中指出「即使廢止也是無可避免」。截至2008年（平成20年），東海旅客鐵道表示「由於還有一些使用者使用此站，因此沒有打算廢除此站」。在2016年（平成28年）的營業日子只有7月30日、7月31日、8月6日、8月7日共4天。每日停靠的列車只有2往返班次（下行班次出發時間為10時58分和13時58分，上行班次時間為11時38分和14時33分），因此全年總停靠的班次數目共有16班。
在2018年（平成30年）5月31日，根據中日新聞報導，JR東海於2018年全年暫停營業。而海灘在1991年全年有1,599人使用此站，在2017年全年只有64人使用。而隨後的使用人次也不會回復之前的情況。伊勢市一方再沒有要求把車站保存，最後車站於2020年（令和2年）3月14日時間表修正起正式廢止。
截至2020年8月，月台和車站前方的黃色站名標籤(以「池之浦」標示)還存在。

### 年表
- 1989年（平成元年）7月16日：此站啟用，當時為臨時車站[3][1][4]。
- 2020年（令和2年）3月14日：車站廢止[5][9]。

## 車站構造
車站是一座地面車站，設有1面1線的單式月台。月台全長約60米（可容納3卡編成的列車），寬約2米。此站沒有長椅、候車室和車站大樓。月台對出可望見海邊。車站入口附近設有一座建築物，建築物本身與內部的長椅長久以來沒有人進行維護，現時把建築物已經撤走。在營業期間之外，月台入口會以柵欄封鎖。此站是由伊勢市站管理。

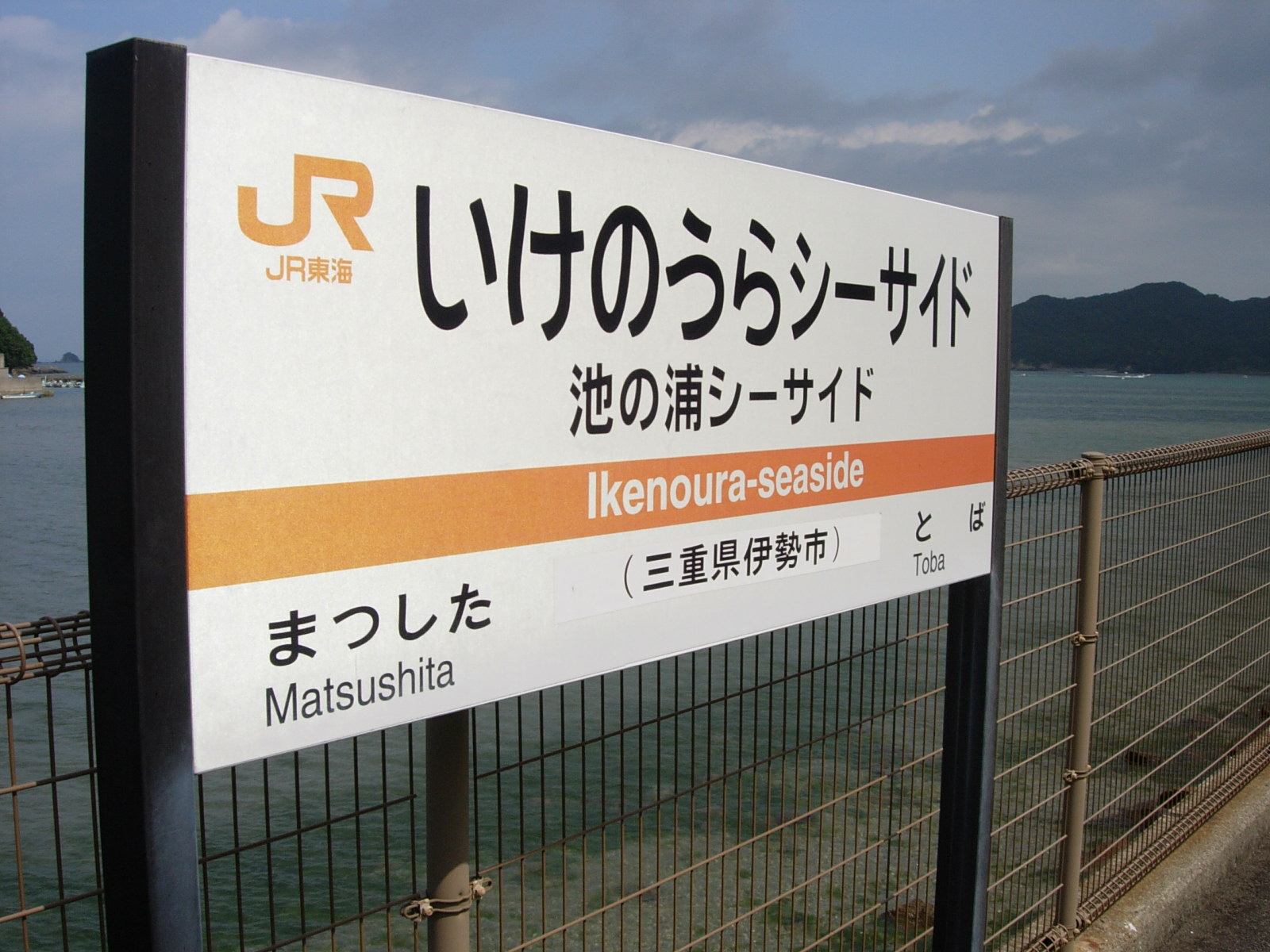
站名標
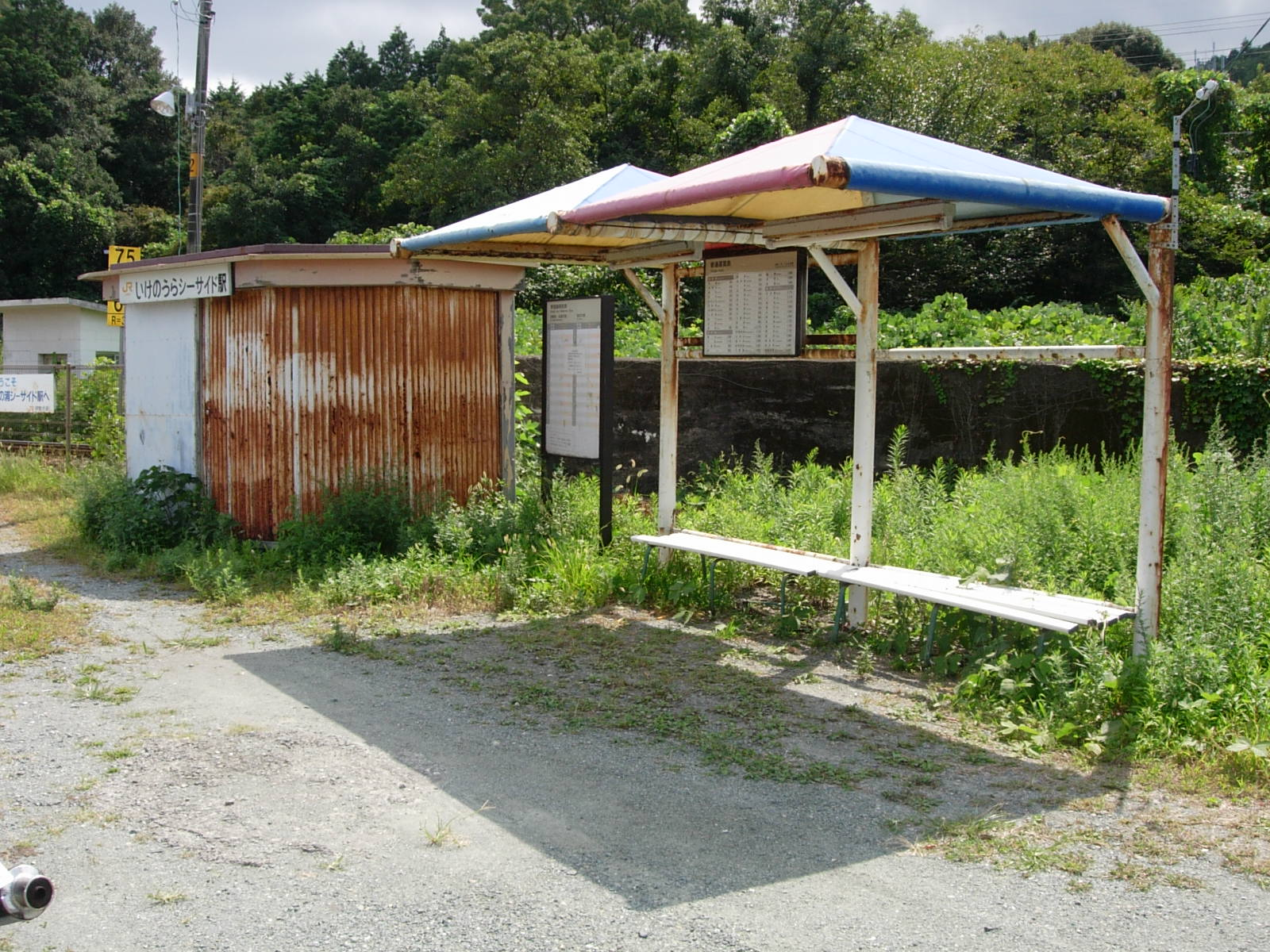
車站入口附近的建築物和長椅（2009年9月）

## 利用狀況
此站許多使用者都是鐵道迷，並且幕名而來於此站拍攝列車。清水浩史在2016年（平成28年）7月30日第一班列車停靠池之浦海岸站時下車，當時下車乘客只有約20人，這些人都是鐵路迷，而沒有海灘客於此站下車。根據「三重縣統計書」，以下為一年總乘車人次列表。
| 年度   | 一年總 乘車人次 |
| ------ | --------------- |
| 1994年 | 675             |
| 1995年 | 351             |
| 1996年 | 200             |
| 1997年 | 143             |
| 1998年 | 74              |
| 1999年 | 126             |
| 2000年 | 30              |
| 2001年 | 24              |
| 2002年 | 19              |
| 2003年 | 5               |
| 2004年 | 9               |
| 2005年 | 4               |
| 2006年 | 8               |
| 2007年 | 13              |
| 2008年 | 13              |
| 2009年 | 7               |
| 2010年 | 15              |
| 2011年 | 17              |
| 2012年 | 17              |
| 2013年 | 17              |
| 2014年 | 20              |
| 2015年 | 16              |
| 2016年 | 24              |
| 2017年 | 31              |

## 車站周邊
- 粟皇子神社（日语：粟皇子神社）
- 池之浦海濱公園 - 本來為了乘客方便前往該處而開設此站[10]。車站內沒有指示牌指引乘客前往海灘[14]。海灘距離此站約500米。海灘內設有更衣室和暖水淋浴間[15]。
- 馬孔德美術館（日语：マコンデ美術館）
- 國際度假短期大學（日语：国際リゾート短期大学校）遺址

近畿日本鐵道（近鐵）鳥羽線池之浦站位於此站南邊約2公里處。

## 其他
- 在1991年，朝日電視台上播映電視劇中，最後一幕於此站取景。
- 在2020年8月，於JR名古屋高島屋（日语：ジェイアール名古屋タカシマヤ）舉行「鐵道之未來展」中，展示了此站的站名牌。

## 相鄰車站
東海旅客鐵道（JR東海）
參宮線
松下－池之浦海岸－鳥羽

## 注腳
1. 1 2 3 4 5  . トレたび. 交通新聞社.   [2016-08-27]. 原始内容存档于2016-08-27 （日语）. Archive.isによる2016年8月27日時点のアーカイブページ。
2. 1 2 3 4 5  . 伊勢志摩観光ナビ. 伊勢志摩観光コンベンション機構.   [2016-08-27]. （原始内容存档于2016-08-27） （日语）.
3. 1 2 3 4 5 6 7  清水 2017，第26頁.
4. 1 2 3  曾根悟（監修）. 朝日新聞出版分冊百科編集部（編集） , 编. . 週刊朝日百科. 25号 紀勢本線・参宮線・名松線. 朝日新聞出版. 2010-01-10: 25 （日语）.
5. 1 2 3 4   (PDF) (新闻稿). 東海旅客鉄道: 5. 2019-12-13  [2019-12-13]. （原始内容 (PDF)存档于2019-12-13） （日语）.
6. 1 2 3 4  清水 2017，第152頁.
7. 1 2 3 4  臨時駅、今年は営業せず　ＪＲ参宮線「池の浦シーサイド駅」[]（日語） - 中日新聞，2018年5月31日，同日參閲
8. ↑  清水 2017，第152-154頁.
9. 1 2 3 4  . 中日新聞. 2019-12-20  [2019-12-20]. （原始内容存档于2019-12-20） （日语）.
10. 1 2 3 4 5 6 7 8 9  山吉健太郎「年9日 海辺の臨時駅 にぎわい 今は昔 伊勢・JR池の浦シーサイド駅」朝日新聞2008年7月26日付夕刊，社會版9頁
11. 1 2 3 4  「JR東海 快速列車も 池の浦海水浴場に夏だけの臨時駅」日本經濟新聞1989年6月21日付朝刊，地方經濟版中部7頁
12. ↑  中生加康夫「海原の道 満ち潮の上渡る 海上築堤（三重県伊勢市〜鳥羽市）」朝日新聞2006年7月19日付朝刊，28頁
13. ↑  清水 2017，第153頁.
14. ↑  清水 2017，第154頁.
15. ↑  清水 2017，第154-155頁.

## 外部連結
- 池之浦海岸站 （页面存档备份，存于） - 可看見海的車站